# Atherigona crassiseta
Atherigona crassiseta är en tvåvingeart som först beskrevs av Stein 1915.  Atherigona crassiseta ingår i släktet Atherigona och familjen husflugor. Inga underarter finns listade i Catalogue of Life.